# Ген-супрессор опухолей
Ген-супрессор опухолей (антионкоген, опухолевый супрессор) — ген, продукт которого обеспечивает профилактику опухолевой трансформации клеток. Белковые продукты генов-супрессоров называют белками-супрессорами или антионкобелками. Кроме того, антионкогены могут кодировать и микроРНК. Гены-супрессоры обычно обнаруживаются при инактивирующих мутациях, которые фенотипически проявляются в формировании опухолей. Функционально гены-супрессоры противоположны онкогенам и часто негативно регулируют деление и рост клеток, а также уход от апоптоза. Наиболее известными белками-супрессорами являются p53, pRb и PTEN.

## История открытия и развития представлений о генах-супрессорах опухолей
Хотя наследственная предрасположенность к развитию злокачественных опухолей была известна давно, только после повторного открытия законов Менделя в 1900 году стало возможным научное объяснение этого факта. К этому времени уже было известно, что клетки опухолей имеют изменённый набор хромосом. Теодор Бовери внёс вклад в понимание генетики рака: он предположил, что есть хромосомы, которые стимулируют деление клеток, и есть хромосомы, которые его ингибируют. Сегодня мы знаем, что гены обоих типов действительно существуют.

### RB1

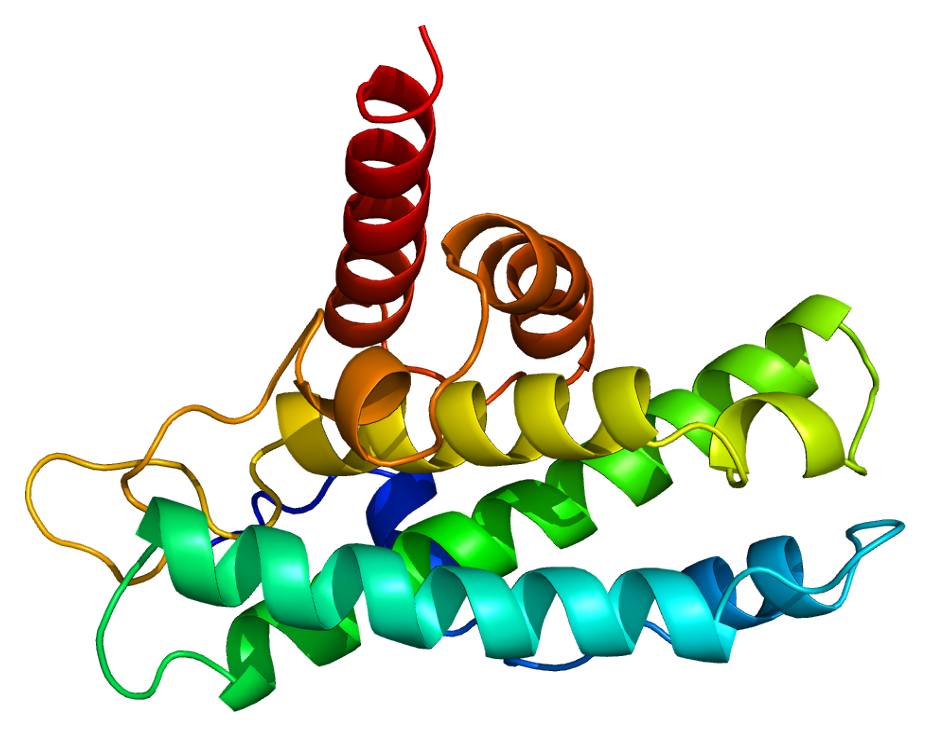
Третичная структура белка ретинобластомы. На основе файла PDB 1ad6.

### TP53

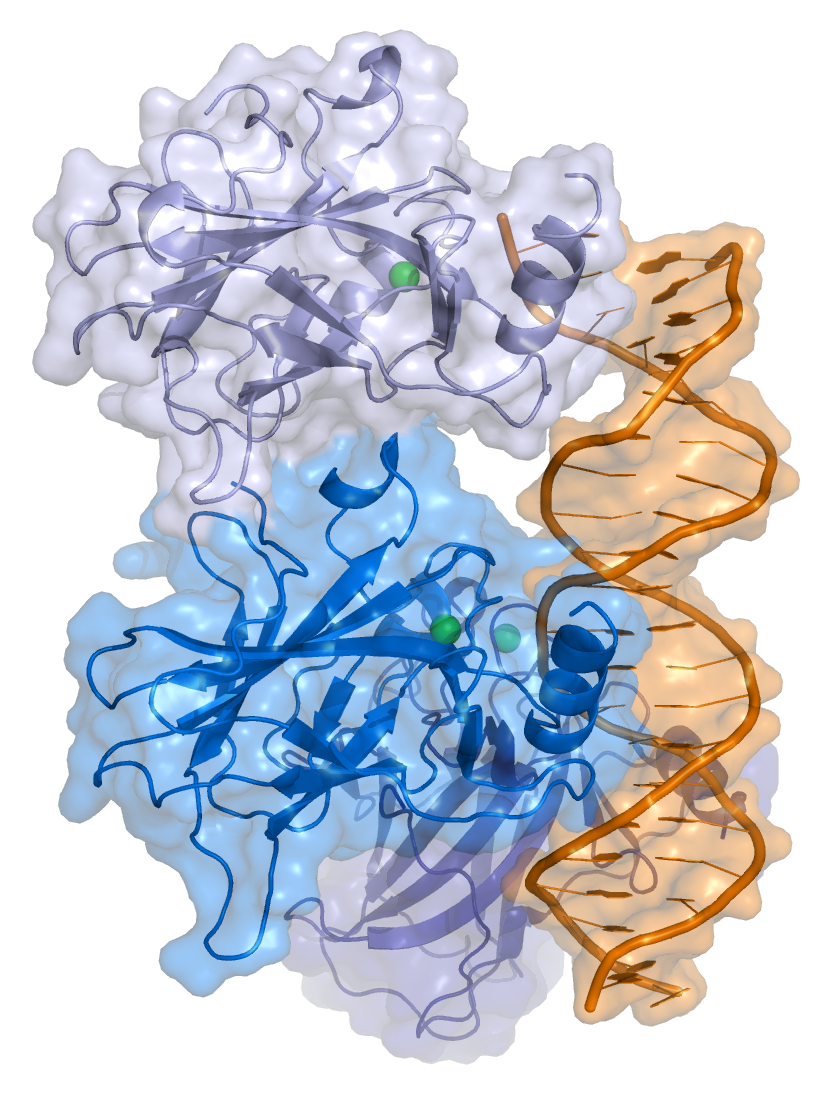
Комплекс белка p53 с ДНК

## Известные гены-супрессоры опухолей

### CDKN1A
Ген CDKN1A человека кодирует ингибитор циклинзависимой киназы. Этот белок также известен под названиями p21, Cip1, Waf1. Он связывается с комплексами циклин/циклинзависимая киназа (в первую очередь CDK1 и CDK2) и модулирует их активность. Конкретный эффект зависит от концентрации ингибитора: в низких концентрациях p21 стимулирует пролиферацию, в более высоких — приводит к остановке клеточного цикла в G1-фазе. Кроме того, p21 обеспечивает защиту клетки от апоптоза. То есть в зависимости от условий CDKN1A может выступать в роли антионкогена или онкогена.
Ген CDKN1A как правило не инактивируется полностью в злокачественных опухолях. Точная роль p21 в канцерогенезе до конца пока не установлена. Исследования показывают, что при некоторых типах опухолей потеря p21 является признаком плохих шансов на выживание. Однако известны ситуации, когда повышенная концентрация этого белка в клетках положительно коррелирует с агрессивностью опухоли и её способностью к метастазированию. Это особенно относится к тем случаям, когда p21 накапливается в цитоплазме, а не в ядре клетки.

### CDKN1B
Ген CDKN1B человека кодирует ещё один ингибитор циклинзависимой киназы — CDKN1B, или p27 (Kip1). Этот белок регулирует течение клеточного цикла, отвечает за его остановку в G1-фазе. CDKN1B подавляет активность комплексов циклин А/циклинзависимая киназа 2 и циклин Е/циклинзависимая киназа 2.
Мутации в гене CDKN1B обуславливают предрасположенность к развитию множественных опухолей эндокринных желёз у человека и крыс. Это заболевание, описанное на примере одной семьи, получило название множественной эндокринной неоплазии IV типа.
Была установлена связь между определёнными аллельными вариантами гена CDKN1B и предрасположенностью к раку предстательной железы. Один из вариантов однонуклеотидного полиморфизма являются замены 326T/G (V109G). Показано, что гомозиготность по варианту 326T ассоциированна с повышенным риском развития распространённой карциномы простаты. Другим примером является полиморфизм −79C/T, при этом наличие в генотипе человека аллели C сопряжено с повышенным риском развития рака простаты и других органов.

### PTEN

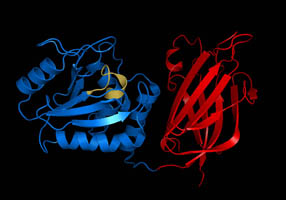
Структура фосфатазы PTEN человека. Синим показан N-концевой фосфатазный домен, красным — С-концевой С2-домен

Ген PTEN у человека кодирует одноимённую фосфатазу PTEN (англ. phosphatase and tensin homologue), которая активна в отношении как белковых, так и липидных субстратов. Впервые этот ген был идентифицирован, как часто мутированный в различных видах раковых опухолей.